# 那些得不到保護的人
《那些得不到保護的人》是日本作家中山七里所著的長篇推理小說，2016年2月至2017年9月期間於《河北新報》等全國14份報章上連載，2018年1月25日經NHK出版出版。改編電影於2021年10月1日上映，瀨瀨敬久執導，佐藤健主演。
2021年，《那些得不到保護的人》在Oricon公信榜文庫年榜上，以約26.6萬本的銷量獲得該榜第4位。

## 電影

### 演員列表
- 利根泰久：佐藤健
- 笘篠誠一郎：阿部寬
- 圓山幹子：清原果耶
- 蓮田智彥：林遣都
- 三雲忠勝：永山瑛太
- 城之内猛：緒形直人
- 楢崎肇：岩松了
- 鈴木將：波岡一喜
- 笘篠紀子：奧貫薰
- 菅野健：井之脇海
- 宮原：宇野祥平
- 支倉：黑田大輔
- 宮園真琴：西田尚美
- 國枝：千原靖史
- 春子：原日出子
- ：石井心咲
- 東雲：鶴見辰吾
- 櫛谷貞三：三宅裕司
- 上崎岳大：吉岡秀隆
- ：倍賞美津子

## 外部連結
- 官方网站（日語）
- 電影官方網站（日語）
- 電影的X（前Twitter）（日語）